# Torneo de París 2013
El Open GDF Suez 2013 fue un evento de tenis WTA Premier en la rama femenina. Se disputó en París (Francia), en el complejo Stade Pierre de Coubertin y en cancha dura indoor, haciendo parte de un par de eventos que hacen de antesala a la gira norteamericana de Cemento, entre el 28 de enero y el 2 de febrero del 2013 en los cuadros principales femeninos, pero la etapa de clasificación se disputó desde el 26 de enero.

## Cabezas de serie

### Individuales femeninos
| Tenista            | Ranking | Preclasificada |
| Sara Errani        | 7       | 1              |
| Petra Kvitová      | 8       | 2              |
| Marion Bartoli     | 11      | 3              |
| Dominika Cibulková | 14      | 4              |
| Roberta Vinci      | 16      | 5              |
| Lucie Šafářová     | 17      | 6              |
| Julia Görges       | 18      | 7              |
| Klára Zakopalová   | 22      | 8              |

### Dobles femeninos
| Tenista                        | Ranking | Preclasificada |
| Sara Errani Roberta Vinci      | 2       | 1              |
| Andrea Hlaváčková Liezel Huber | 12      | 2              |
| Julia Görges Monica Niculescu  | 53      | 3              |
| Květa Peschke Alicja Rosolska  | 62      | 4              |

## Campeonas

### Individuales femeninos
Mona Barthel venció a  Sara Errani 7-5 7-6(7-4)

### Dobles femenino
Sara Errani /  Roberta Vinci vencieron a  Andrea Hlaváčková /  Liezel Huber por 6-1, 6-1.